# Montgalhard (Alts Pirineus)
Montgalhard (en francès Montgaillard) és un municipi francès situat al departament dels Alts Pirineus i a la regió d'Occitània.

## Demografia
| 1962                                       | 1968 | 1975 | 1982 | 1990 | 1999 | 2007 |
| ------------------------------------------ | ---- | ---- | ---- | ---- | ---- | ---- |
| 614                                        | 629  | 628  | 695  | 737  | 724  | 764  |
| Des de 1962: població sense dobles comptes |      |      |      |      |      |      |

## Administració
| Període   | Identitat        | Partit |
| --------- | ---------------- | ------ |
| 2001-2008 | Louis Baget      |        |
| 2008-     | Jean-Paul Barthe |        |